# Lorella Cravotta
Lorella Cravotta (* 9. April 1958 in Molières-sur-Cèze (Gard)) ist eine französische Schauspielerin. In Frankreich ist sie vor allem für ihre Rolle in der ab 1993 auf Canal+ ausgestrahlten Fernsehserie Les Deschiens von Jérôme Deschamps und Macha Makeïeff bekannt, in Deutschland eher für ihre Rolle als Amandine Poulain in Die fabelhafte Welt der Amélie.

## Leben
Als Kind sizilianischer Eltern und aufgewachsen in den Cevennen absolvierte Lorella Cravotta ihre Schullaufbahn im Departement Gard, zog mit 18 Jahren nach Paris und besuchte dort die Schauspielschule Conservatoire national supérieur d’art dramatique, wo sie Schülerin des Regisseurs Claude Régy war.
Außer ihrer Rolle als Mutter der Protagonistin in Amélie Poulain spielte Cravotta auch in dem Jeunet-Film La Cité des enfants perdus.
Daneben spielt Gravotta Theater und gehört zur Theatertruppe Jérôme Deschamps und Macha Makeïeff (Le Lapin chasseur, Les Pieds dans l'eau, Le Défilé, Les Précieuses ridicules, Salle des fêtes). Sie spielte auch die Rolle der Dorine in Le Tartuffe von Molière, inszeniert von Luc Bondy im Théâtre de l’Odéon, neben Gilles Cohen, Clotilde Hesme, Françoise Fabian et Micha Lescot.
2019 kam sie zu der von Jean-Christophe Meurisse geleiteten Theatertruppe Chiens de Navarre und spielte die Mutter in dem Stück Tout le monde ne peut pas être orphelin.
Im Frühjahr 2020 gehörte sie neben zahlreichen anderen Künstlern zu den Mitunterzeichnern eines offenen Briefs an den Präsidenten der Republik zur Unterstützung von Künstlern infolge der Einschränkungen durch die Corona-Krise, sowie eines offenen Briefs zur Unterstützung von Statisten und anderen Umfeldberufen des Kultursektors.

## Filmographie

### Kino
- 1987: Papillon du vertige von Jean-Yves Carrée: Thérèse
- 1989: Docteur Petiot von Christian de Chalonge: die Nachbarin von Petiot
- 1990: Tatie Danielle von Étienne Chatiliez: die Frau des Metzgers
- 1990: Toujours seuls von Gérard Mordillat: Madame Paroux
- 1990: La Pagaille von Pascal Thomas: Chantal
- 1991: Le Fils du Mékong von François Leterrier: Amalia, das Hausmädchen
- 1992: Une journée chez ma mère von Dominique Cheminal: Maria
- 1993: L'Argent fait le bonheur von Robert Guédiguian: Madame Munoz
- 1994: La Cité des enfants perdus von Jean-Pierre Jeunet: die Frau am Fenster
- 1995: La Belle Verte von Coline Serreau: die Kundin in der Metzgerei
- 1997: Que la lumière soit ! von Arthur Joffé: Rachel
- 1999: Vive nous ! von Camille de Casabianca: die Rechtsanwältin
- 2000: Fais-moi rêver von Jaky Katu: die Inhaberin des Video-Clubs
- 2000: Le Fabuleux Destin d'Amélie Poulain von Jean-Pierre Jeunet: Amandine Poulain, Amélies Mutter
- 2001: À l'abri des regards indiscrets vonHugo Gélin: die ungeduldige Frau
- 2001: Filles perdues, cheveux gras von Claude Duty: die Oberschwester
- 2002: A l'abri des regards indiscrets von Hugo Gélin (Kurzfassung): die ungeduldige Frau
- 2004: Il ne faut jurer de rien ! von Éric Civanyan: Henriette
- 2010: Les Émotifs anonymes von Jean-Pierre Améris: Magda
- 2014: Repas de famille von Pierre-Henry Salfati: Huguette
- 2016: Deux escargots s'en vont von Jean-Pierre Jeunet (Kurzfilm): (Stimme)
- 2021: Oranges sanguines von Jean-Christophe Meurisse:  Laurence
- 2021: Partir un jour von Amélie Bonnin (Kurzfilm): Martine
- 2024: L'Art d'être heureux von Stefan Liberski: Macha Moniak

### Fernsehen
- 1990: Imogène, Folge Imogène et la baleine blanche von Thierry Chabert (Fernsehserie): Yvette Bougrain
- 1992: Imogène, Folge Imogène : les légumes maudits von Jean-Daniel Verhaeghe (Fernsehserie): Yvette Bougrain
- 1993–1995: Les Deschiens von Jérôme Deschamps/Macha Makeïeff (Fernsehserie): Lorella / verschiedene weitere Figuren
- 1997:  Une mère comme on n'en fait plus von Jacques Renard (Fernsehfilm): die Direktorin
- 1998–1999:  Qui va m'aimer von Jérôme Deschamps/Macha Makeïeff (Fernsehserie): Lorella
- 2000–2002: Les Deschiens série moderne von Jérôme Deschamps/Macha Makeïeff (Fernsehserie): Lorella / verschiedene weitere Figuren
- 2002: Avocats et Associés, Folge Meurtre par procuration von Christian Bonnet (Fernsehserie): Pauline Chaumartin
- 2005: L'Évangile selon Aîmé von André Chandelle (Fernsehfilm): Solange
- 2008: Sexe, gombo et beurre salé von Haroun Mahamat Sale (Fernsehfilm): Myriam
- 2011: Brassens, la mauvaise réputation von Gérard Marx (Fernsehfilm): Elvira Brassens
- 2012: Les Pieds dans le plat von Simon Astier (Fernsehfilm): Esther Benhaim

## Theater
- 1984: Ivanov von Anton Tchekhov, inszeniert von Claude Régy, Comédie Française
- 1985: Roméo et Juliette von William Shakespeare, inszeniert von Daniel Mesguich, Théâtre de l'Athénée-Louis-Jouvet
- 1986: Roméo et Juliette von William Shakespeare, inszeniert von Daniel Mesguich, Théâtre Gérard-Philipe
- 1986:  Marat-Sade von Peter Weiss, inszeniert von Walter Lemolli, MC93 Bobigny
- 1989:  Lapin chasseur von Jérôme Deschamps und Macha Makeieff, inszeniert von den Autoren, Théâtre National de Chaillot
- 1991:  Les Pieds dans l'eau von Jérôme Deschamps und Macha Makeieff, inszeniert von den Autoren, Festival d’Avignon / Cour d'Honneur
- 1994:  L'Heure où nous ne savions rien l'un de l'autre von Peter Handke, inszeniert von Luc Bondy, Schaubühne Berlin, Festival d'Automne / Châtelet
- 1995: Le Défilé von Jérôme Deschamps und Macha Makeieff, inszeniert von den Autoren, Fondation Cartier, Théâtre National de Chaillot
- 1997: Les Précieuses ridicules von Molière, inszeniert von Jérôme Deschamps und Macha Makeieff, Théâtre de l’Odéon
- 2002–2003: État critique, inszeniert von Éric Civanyan, Théâtre Fontaine
- 2004: Moscou, quartier des cerises von Dmitri Chostakovitch, inszeniert von Jérôme Deschamps et Macha Makeieff, Opéra de Lyon
- 2007: L'Affaire de la rue de Lourcine d'Eugène Labiche, inszeniert von Jérôme Deschamps und Macha Makeieff, Théâtre de l’Odéon
- 2009: Salle des fêtes von Jérôme Deschamps et Macha Makeieff, inszeniert von den Autoren, Théâtre National de Chaillot
- 2011: Jungles, Susy Firth, Michèle Guigon und Patrice Thibaud, Théâtre National de Chaillot, Théâtre National de Nîmes
- 2014: Le Tartuffe von Molière, inszeniert von Luc Bondy, Théâtre de l’Odéon
- 2019: Tout le monde ne peut pas être orphelin, inszeniert von Jean-Christophe Meurisse
- 2022–2023: L'Avare von Molière, inszeniert von Jérôme Deschamps, TNP Villeurbanne, Théâtre de la Ville, fêtes nocturnes du Château de Grignan